# Medal za Chwalebną Służbę (Stany Zjednoczone)
Medal za Chwalebną Służbę (ang. Meritorious Service Medal) – amerykańskie odznaczenie wojskowe, ustanowione 16 stycznia 1969 roku rozporządzeniem prezydenta Lyndona Johnsona, nadawane przez poszczególne rodzaje sił zbrojnych, za czyny lub służbę porównywalne do tych wymaganych do odznaczenia Legią Zasługi, lecz na niższym szczeblu dowodzenia (for acts or service comparable to that required for the Legion of Merit but in a duty of lesser responsibility). Medal nie może być nadany za zasługi w strefie działań wojennych (combat zone). W hierarchii odznaczeń wojskowych USA zajmuje miejsce po Brązowej Gwieździe oraz Purpurowym Sercu i jest równoważny Medalowi Departamentu Obrony za Chwalebną Służbę, ale w przypadku posiadania obu medali jest noszony po nim.
Medal może być przyznany wielokrotnie. Kolejne nadanie jest oznaczane poprzez nałożenie na wstążkę (oraz baretkę) brązowej odznaki w formie pęku liści dębowych (oak leaf cluster). Pięć odznak brązowych jest zastępowanych odznaką srebrną.
Medal może być nadany cudzoziemcom.

## Odznaczeni
Wśród odznaczonych znajdują się Polacy, m.in. gen. dyw. Włodzimierz Potasiński i wadm. Ryszard Demczuk, płk Krzysztof Polkowski (odznaczony 19 listopada 1999 r.), gen. bryg. Tomasz Białas (odznaczony 2011 r.), ppłk Adam Wloczewski (odznaczony 2013 r.), ppłk Andrzej Pawelski (odznaczony 4 marca 2018 r.), ppłk. Jarosław Staszczak.